# Hiroshi Futami
Hiroshi Futami (二見 宏志 Futami Hiroshi?, Osaka, 20 de marzo de 1992) es un exfutbolista japonés que jugaba como defensa.

## Trayectoria

### Clubes
| Club             | País  | Año       |
| ---------------- | ----- | --------- |
| Vegalta Sendai   | Japón | 2013-2016 |
| Shimizu S-Pulse  | Japón | 2016-2019 |
| V-Varen Nagasaki | Japón | 2020-2022 |
| F. C. Imabari    | Japón | 2023-2024 |